# 物理学

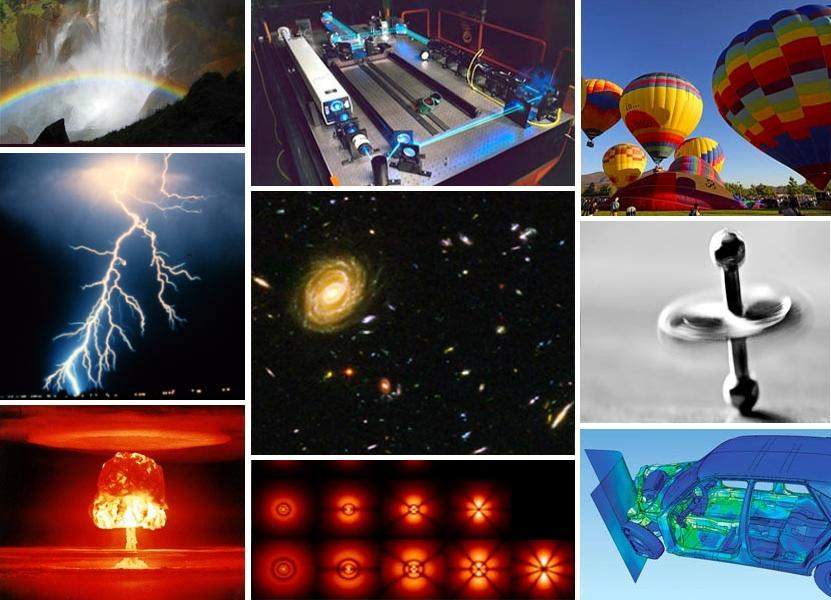
（从左上角起，延著顺时针螺旋方向）1.折射光；2.一束激光；3.热气球；4.陀螺；5.非弹性碰撞；6.氢的原子轨道；7原子弹爆炸；8.闪电；9.星系

物理學（羅馬化：physikḗ (epistḗmē)，直译：「大自然的知识」，源自，转写：phýsis，直譯：大自然）是研究物質、能量的本質與性質的自然科學。由於物質與能量是所有科學研究的必須涉及的基本要素，所以物理學是自然科學中最基礎的學科之一。物理學是一種實驗科學，物理學者從觀測與分析大自然的各種基於物質與能量的現象來找出其中的模式。這些模式稱為「物理理論」，經得起實驗檢驗的常用物理理論稱為物理定律，直到有一天被證明是有錯誤為止（具可否證性）。物理學是由這些定律精緻地建構而成。物理學是自然科學中最基礎的學科之一。化學、生物學、考古學等等科學學術領域的理論都是建構於這些物理定律。:1-2:2-3
物理學是最古老的學術之一。:2物理學、化學、生物學等等原本都歸屬於自然哲學的範疇，直到十七世紀至十九世紀期間，才漸漸地從自然哲學中分別成長為獨立的學術領域。:193-194物理學與其它很多跨領域研究有相當的交集，如量子化學、生物物理學等等。物理學的疆界並不是固定不變的，物理學裡的創始突破時常可以用來解釋這些跨領域研究的基礎機制，有時還會開啟嶄新的跨領域研究。:1-2
通過創建新理論與發展新科技，物理學對於人類文明有極為顯著的貢獻。例如，由於電磁學的快速發展，電燈、電動機、家用電器等新產品纷纷涌现，人類社會的生活水平也得到大幅提升。:1由於核子物理學日趨成熟，核能發電已不再是藍圖構想，但其所引致的安全問題也使人們意識到地球環境、生態與人類的嬌弱渺小。

## 歷史
「物理」一詞在英文裏是「physics」，最先出自於古希臘文，原意是「自然」。在中文裏，「物理」最早可在戰國時期佚書《鹖冠子·王鈇篇》「願聞其人情物理所以嗇萬物與天地總與神明體正之道」中找到，「物理」在這裏指的是一切事物之道理。三國時期，楊泉著有《物理論》，是最早的書名含有「物理」一詞的著作。明末清初科學家方以智受到西方科學影響，撰寫了百科全書式著作《物理小識》，在這裏，「物理」的含義已演化為學術之理，包括自然科學的各門領域與人文學的部分領域。
清朝鴉片戰爭後，西方科學傳入中國，此時的譯者將「physics」翻譯為「格致學」或「格物學」。「格物致知」這詞源自於《禮記．大學》：「致知在格物，格物而後知至」，用白話說，「若要增進知識，必須窮究事物之理，唯有窮究事物之理，才可增進知識」。這句話指出，明瞭事物是增進知識的關鍵方法。在物理學裡，時常會利用觀察、模擬、實驗、推論、演繹等方法來獲得知識，鉴于此，將「physics」翻譯為「格致學」或「格物學」有其道理深意。:2-3
中国战国哲学家名家惠施、邓析和公孙龙，以及墨家，曾努力钻研宇宙间万物构成的原因。惠施有十个命题，主要是对自然界的分析，其中有些含有辩证的元素。他说：“至大无外，谓之大一；至小无内，谓之小一。”。“大一”是指整个空间大到无所不包，不再有外部；“小一”是指物质最小的单位，小到不可再分割，不再有内部。名家的思想合同异以惠施为代表，认为“天与地卑，山与泽平”，万物“毕异”本为“毕同”，并无区别。后期墨家认为物质世界是由微小的不可再分割的物质粒子所构成。

### 古希臘物理學

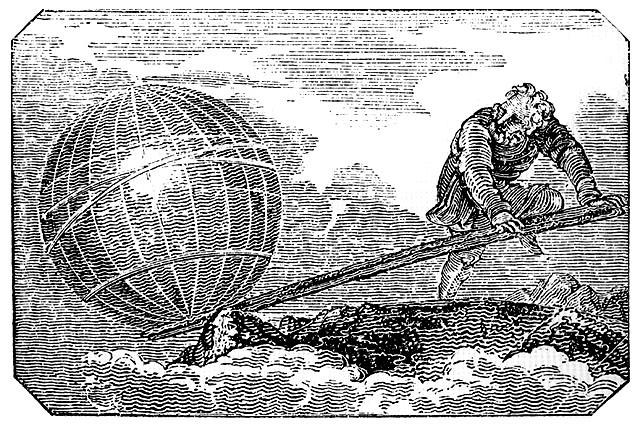
1824年，在倫敦發行的《機械雜誌》內的一副刻畫。阿基米德說：「給我一個支點，我就可以撬起整個地球。」

从古代以來，人们就尝试着了解大自然的奥妙：为什么物体会往地面掉落，为什么不同的物质会具有不同的性质？如此等等。從觀測與分析大自然的現象，早期人們找到其中的樣式，並針對這些樣式提出了各种理论，试图解释大自然的奥妙，然而他們所提出的大多數理論都不正确。以現代準則來看，早期的物理理论更像是一些哲学理论：现代的理论都需要经过嚴格的实验檢驗，而那些早期的理论并没有经过严格证实。像托勒密和亞里士多德提出的理論中，有些就与日常所能观察到的事实相悖。:1, 28
儘管如此，仍有許多古學者貢獻出相當正確的理論。古希臘哲學家泰勒斯（前624年－前546年）曾經遠渡地中海，在美索不達米亞埃及學習天文學與幾何，還加以推廣延伸，發揚光大。他預測出公元前585年發生的日蝕，還能夠估算船隻離岸邊的距離，又從金字塔的陰影計算出其高度。泰勒斯拒絕倚賴玄異或超自然因素來解釋自然現象，他主張，任何事件的發生都有其不變與普適的因果關係。:8-10, 28公元前5世紀古希臘哲學家留基伯與學生德謨克利特率先提出原子論，认为所有物質皆是由不會毀壞、不可分割的原子所構成。:14-15古希腊的思想家阿基米德在作用力方面推导出许多正确的定量结论，如對於槓桿原理的解釋:65-66。

### 中世紀伊斯蘭世界的物理學
從西元850年至950年間，大量希臘學術被翻譯成阿拉伯文。穆斯林科學家從希臘人繼承了亞里士多德物理學。在伊斯蘭黃金時代，他們將這些學術發揚光大，特別強調觀測的動作，發展出一種早期形式的科學方法。:130-131.:362-363
伊本·沙爾、肯迪、海什木、伊本·西那等等科學家在光學與視覺領域給出創新理論。海什木在著名著作《光學書》（Kitab al-Manazir）裏，堅定地駁斥了古希臘的視覺理論——發射說，並且給出新理論。倚賴蓋倫關於眼睛內部解剖結構的信息，他說明了光線如何進入眼睛，如何被聚焦與投射至眼睛的後部，他認為眼睛就如同「暗室」，光線進入一個小洞後，在暗室形成顛倒影像。很明顯地，在這裡，他所指的是針孔相機或暗箱。他還描述怎樣用暗室來觀測日蝕。:6-7

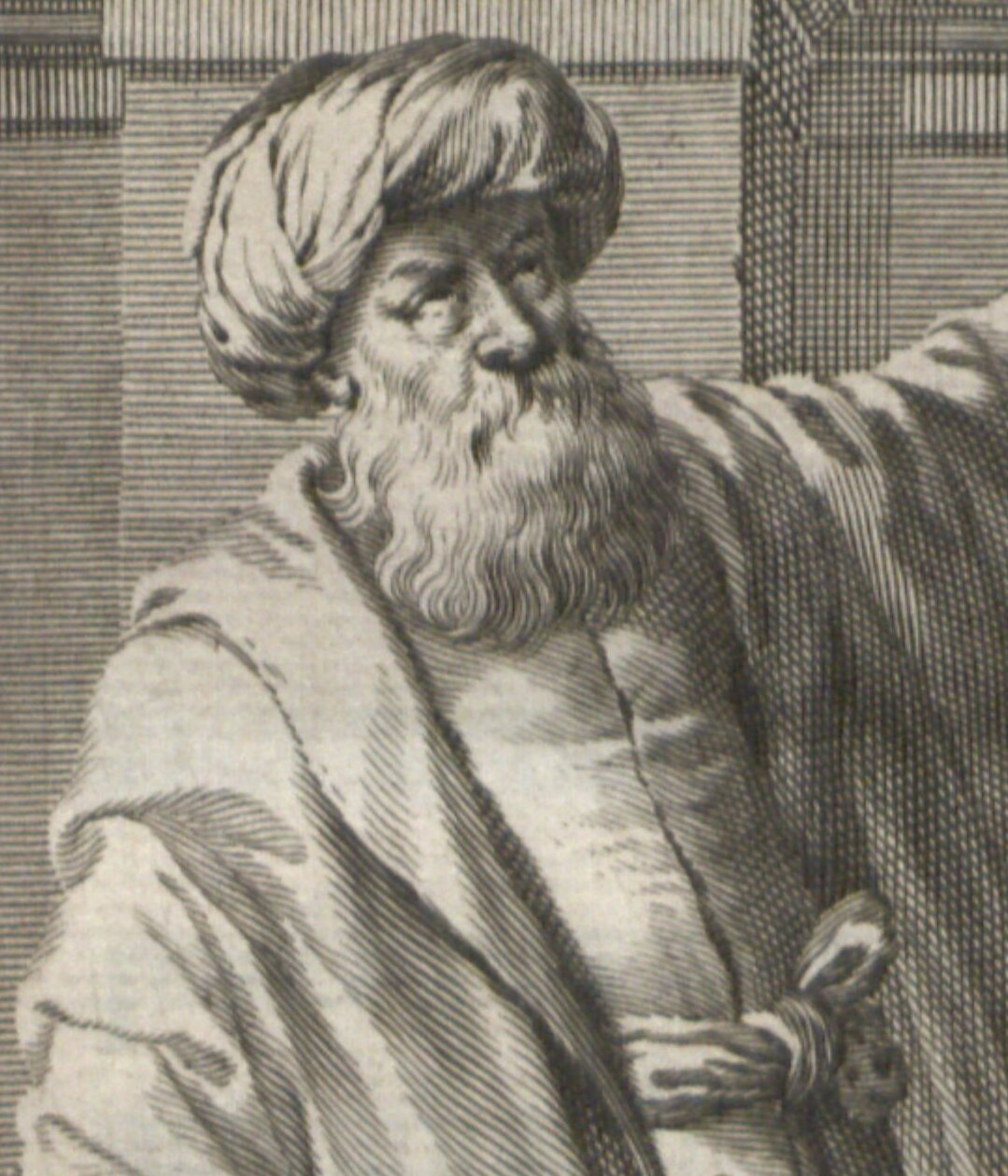
海什木是光學的拓荒者

海什木的成就在阿拉伯世界並沒有得到應有的重視。十二世紀，他的著作被翻譯成拉丁文，書名為《透視》（Perspectiva）。直至十七世紀，這著作在歐洲是光學的標準參考書，強烈影響了後來约翰内斯·开普勒、威特羅、羅傑·培根等等科學家的研究。:6-7:86, 209

### 經典物理學

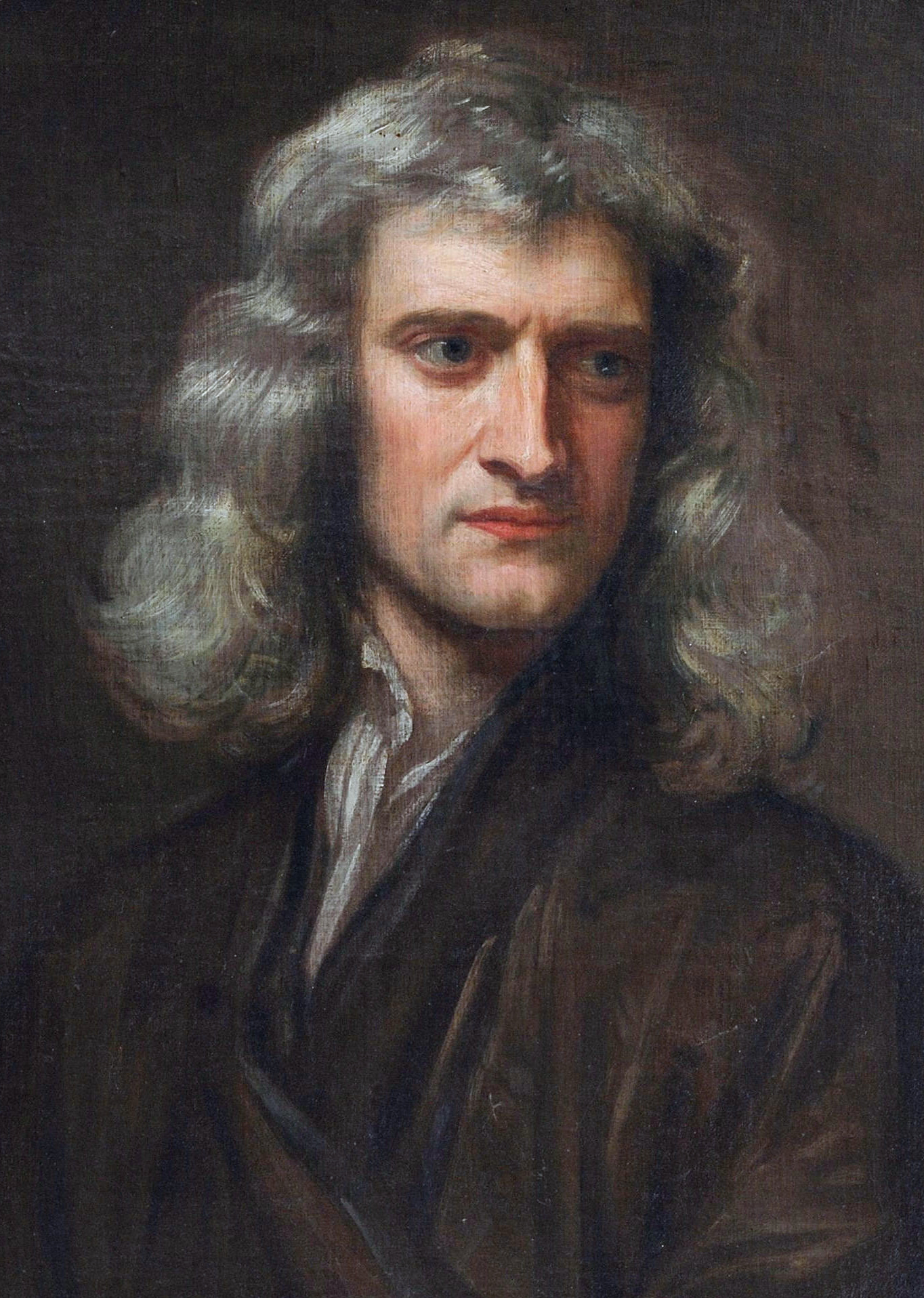
艾薩克·牛頓（1643年－1727年）

經典物理學指的是不涉及到量子力學或相對論的物理學，例如，牛頓力學、熱力學、馬克士威電磁學等等。經典物理學的兴盛時期開始於十六世紀的第一次科學革命，終止於十九世紀末。:67:11尼古拉·哥白尼打響了科學革命的第一槍，他於1543年提出了描述太陽系統的日心說，這理論推翻了托勒密的地心說。在1609年與1619年期間，約翰內斯·克卜勒發表了主導行星運動的定律，他用數學方程準確估算出從天文觀測獲得的行星繞著太陽的公轉數據，從而給予日心說強而有力的理論支持。伽利略·伽利萊做實驗研究物體運動，發現落體定律，並且展示出實驗方法對於科學研究的重要性。他倚賴使用實驗或觀測所獲得的證據，而不是倚靠純粹推理，來證實任何假說的正確性。他強調使用數學來描述物理現象，大自然的語言是數學，假若不懂數學，則無法明白大自然。1687年，艾薩克·牛頓提出的牛頓運動定律和萬有引力定律为經典物理學奠定了穩固的基础，他和戈特弗里德·莱布尼茨創建了微積分，給出一種新的高功能數學方法來研析物理問題。他為第一次科學革命畫上了完美的終止符。:84, 98物理學展現出兩個獨門特徵：使用實驗證據來檢視物理定律、採用數學語言來表述物理定律。物理學逐漸發展進步，成為一門獨立學科。:100:193-194

### 現代物理學
二十世紀初期，物理學者發現經典物理學存在著極嚴重的瑕疵：邁克生-莫立實驗的零結果不符合經典物理學的預測，黑體輻射譜不符合熱力學的預測，經典電磁學無法解釋光電效應與原子光譜，放射性物質的物理性質貌似與經典物理學的決定論背道而馳。這些瑕疵給學術界帶來了一場前所未有的考驗，徹底地動搖了舊理論體系的基石，導致了二十世紀物理學兩大理論體系相對論和量子力學的出現，进而開始了現代物理學的紀元。相對論和量子力學對於這些難題給出合理解答。不僅如此，物理學者應用相對論和量子力學於像原子、分子等等的微觀系統，以及各種凝聚態宏觀系統，從而更為深切地揭示大自然的工作機制，並且促進物質文明蓬勃發展。:1-2

## 核心理論
雖然物理學的研究範圍十分廣泛，物理學者時常會使用到某些物理學的核心理論。這些理論皆已通過很多不同實驗的多次檢驗，並且對於自然現象的預測被認為足夠準確，例如，經典力學的理論能夠準確地描述物體的運動，但必須滿足兩個前提，一是物體尺寸超大於原子、二是物體運動速度超小於光速。:2當今，這些核心理論仍舊是很熱門的研究領域。例如，二十世紀後半期，即在牛頓（1642年–1727年）表述經典力學整整三個世紀之後，學者發現與創建了混沌理論，其揭示了力學系統的決定論可預測性是一個錯誤的觀念。
這些核心理論大致包括於經典力學、量子力學、熱力學、統計力學、電磁學、狹義相對論等等基礎物理學領域，是進階研究專門論題的重要工具。

### 經典物理學
經典物理學包括那些在二十世紀初已成熟的傳統學術分支領域：經典力學、聲學、光學、熱力學、電磁學等等。
經典力學研究受力物體的運動狀況。牛頓定律是經典力學的基礎定律。經典力學分為靜力學、運動學和動力學。靜力學論述處於靜力平衡的物體所感受到力與力矩。運動學描述物體的運動，完全不考慮力或質量等等影響運動的因素。動力學研究改變物體運動的因素與物體運動如何因此改變。按照表述方式的不同，經典力學又可分為向量力學與分析力學。向量力學著重於論述位移、速度、加速度、力等等向量間的關係，而分析力學則從受力物體運動時的拉格朗日量或哈密頓量來分析物體的運動行為。:緒論:5-6
聲學是研究聲音的製造、控制、傳播、接收與效應的學術領域。超聲波學，生物聲學與電聲學是聲學所包含的一些重要現代分支領域。超聲波學研究超過人類聽覺能力的高頻率聲波，在醫學診斷與醫學治療方面有很多重要用途。生物聲學研究涉及動物的聲波。電聲波學研究電聲設備的操控。
光學專注於光的性質與行為的物理學分支領域。光在幾何光學裡被視為光線，能夠以直線移動，直到遇到不同介質時，才會改變方向。反射、折射等現象都可以用幾何光學的理論來解釋。光在物理光學裡被視為光波，能夠用來描述衍射、干涉、偏振等等現象。:149
熱力學主要研究熱量與機械功彼此之間的轉換。在熱力學裏，通常透過描述物理系統平均性質的宏觀變量，像溫度、內能、熵、壓強等等來解釋自然現象。熱力學研究這些宏觀變量彼此之間的關係（如麦克斯韦关系式）、以及它們的改變對於物理系統的影響。:51-56學習熱力學的起跑點是熱力學定律。熱力學不研究物質的微觀性質，這屬於統計力學領域。從統計力學的理論可以推導出熱力學定律。:195統計力學應用機率論來研究由大量粒子組成的系統的物理行為。統計力學將單獨原子或分子的微觀性質橋接至大塊物質的宏觀性質，對於這些宏觀性質給出微觀層級的詮釋。在大尺度的實驗中可以測量到這些宏觀性質。:ix-x
電磁學描述帶電粒子與電場、磁場的交互作用。電磁學的分支有靜電學、靜磁學、電動力學等等。靜電學研究靜止帶電粒子彼此之間的交互作用。靜磁學研究所有涉及常定磁場的現象。電動力學研究所有涉及加速度帶電粒子、電磁輻射、時變電場與時變磁場的現象。經典電磁學的基礎理論是馬克士威方程式與勞侖茲力方程式。光波是电磁波的一種，可由帶電粒子的加速度運動產生。

### 現代物理學

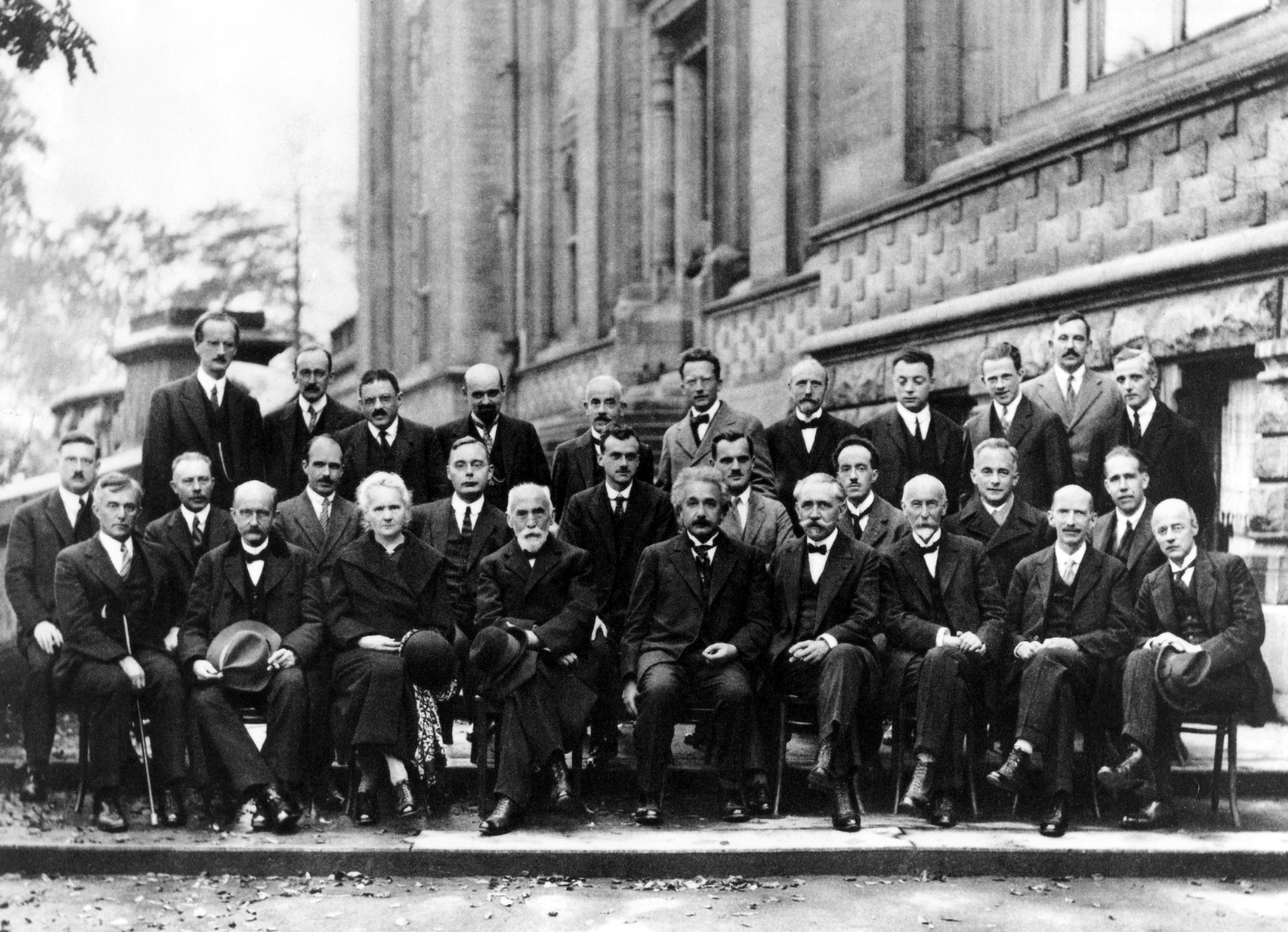
於1927年召開的第五次索爾維會議，全世界當時最卓越的物理學者齊聚一堂、腦力激盪，商討量子理論

經典物理學通常用以闡述日常可觀察尺寸的系統現象，而現代物理學通常用以闡述極端或非常大尺寸、非常小尺寸的系統現象。例如，化學元素可以被辨識的最小尺寸是原子物理學或核子物理學探索物質所操作的尺寸。而粒子物理學操作的尺寸則更為微小，它論述的是基本粒子或由基本粒子組成的粒子。由於使用大型粒子加速器來產生基本粒子需要非常巨大的能量，所以通常粒子物理學又稱為高能量物理學。對於粒子物理學所研究的物理系統，那些關於空間、時間、物質、能量的普通常識不再適用，必須加以修改。:269, 477, 561
現代物理學的兩種核心理論給出關於空間、時間、物質、能量的崭新繪景。量子力學論述發生於原子層級與亞原子層級各種現象的離散性質，以及在關於這些現象的描述裏的粒子與波動的互補性質。相對論闡述，處於某參考系的觀察者，所觀察到在另外一個以相對速度移動的參考系發生的現象。相對論又可分為狹義相對論與廣義相對論。狹義與廣義相對論的區別在於所討論的問題是否涉及重力（彎曲時空），即狹義相對論只涉及那些沒有重力作用或者重力作用可以忽略的問題，而廣義相對論則是研討那些涉及重力的論題。:1-4, 115, 185-187

### 經典物理學與現代物理學之間的差異

按照尺寸與速度分類，物理學的四大領域

按照尺寸与速度分类，物理学的四大领域

物理學的一大研究目標是在發現普適定律，即毫無例外的規律，但似乎每一種物理理論都只適用於某些明確值域。:第9.1節大致而言，經典物理學的定律能夠準確地描述長度超大於原子尺度、速度超小於光速的系統。在這適用範圍以外，實驗結果與理論預測並不相符合。狹義相對論徹底地丟棄了絕對時間與絕對空間的概念，且以四維時空取而代之，因此得以準確地描述速度接近光速的系統，即相對論性系統。:11-12量子力學不似經典物理學一般決定性地描述宏觀物體的物理行為，而是統計性地描述微觀系統的物理行為，它成功地通過了當今任何檢試其正確性的精密複雜實驗。:221-225
量子場論統一了量子力學和狹義相對論，是粒子物理學不可或缺的基礎理論。:2電磁交互作用與弱交互作用也已被合併為電弱交互作用。:338-346物理學者期望在不久的未來，電磁交互作用、強交互作用與弱交互作用能夠被收斂在大一統理論的論述內。:84-85廣義相對論將時空延伸為動態的彎曲時空，能夠描述大質量系統和宇宙的大尺寸結構。:3-4但是，廣義相對論與其它種類的基礎相互作用表述尚未能被統一為單一理論；科學家仍舊在發展幾種可能的量子引力理論。

## 與其它學術領域之間的關係

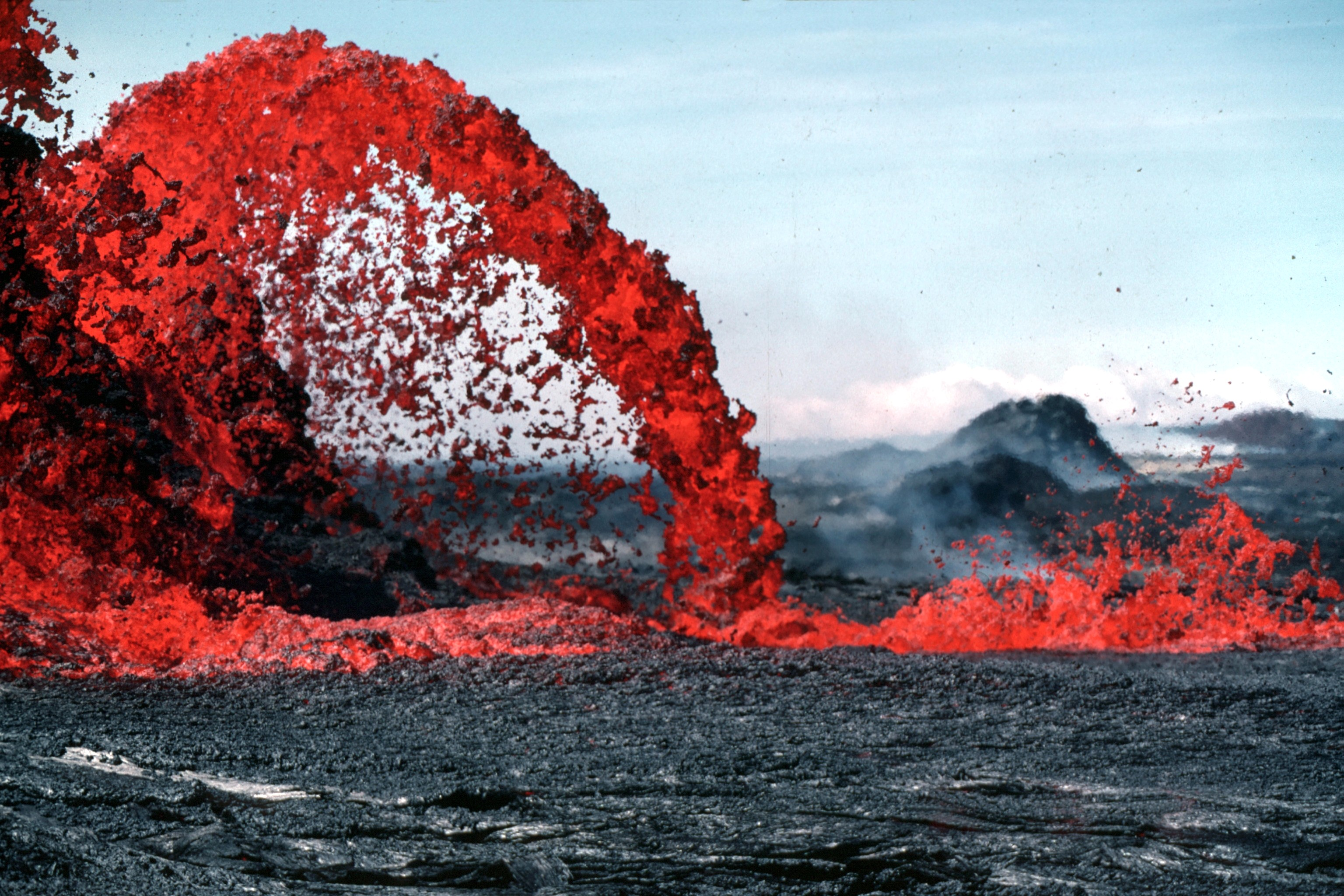
拋物線形熔岩流表現出伽利略的自由落體定律

### 物理與數學相輔相成
數學是研讀物理必備的工具之一，這包括幾何、代數、微積分等等。應用這些數學工具，物理學者可以從物理定律推導與演算出很多有意思的結果。例如，1912年，圖利奧·勒維奇維塔獲知阿爾伯特·愛因斯坦在探索重力的相對性理論中，遇到一些挫折，他便力勸愛因斯坦學習張量微積分。愛因斯坦採納了勒維奇維塔的建議，勤學張量微積分，并於1915年成功創立了廣義相對論。如同大多數英國的理論物理學者，羅傑·潘洛斯讀大學時專修數學，因此有深厚的數學造詣，能夠將拓撲學方法引入相對論研究，證明在每一個黑洞的中心存在著一個奇點，這就是在宇宙學裏著名的奇性定理。:462, 469
數學在物理學裏的主要角色並不是推導與演算的優良工具，它還扮演了一個更關鍵的角色：作为一種抽象語言，担当精準地表述物理定律之重要責任。實際而言，物理定律必須先用數學語言來表述，然後才能將數學工具的功能發揮至極。伽利略在1622年著作《分析者》裏提到，數學是大自然表達其內涵所用的語言，假若棄之不用，則無法瞭解大自然的任何一句話。物理學依賴數學來給出準確的公式、準確或近似的解答、定量的結果或預測。理查·費曼在著作《物理之美》裏也有類似的表示，他认为，不知道數學的人很難真正地理解大自然的美，尤其是最深刻的自然之美……假如你想知道任何有關大自然的事物，或者想鑑賞大自然，就必須瞭解大自然所用的語言。
數學語言在表述物理定律的同時，也表述出內含的數學概念。例如，根據量子力學的數學表述，在量子力學裏，有兩個基礎概念：物理系統的量子態是以希爾伯特空間的單位向量來代表，從觀察物理系統得到的可觀察量是以作用於這些向量的厄米算符來代表。一旦找到了這兩個基礎物理概念的對應數學概念，整個線性代數的理論都可以立刻應用於量子力學。這凸顯出數學的重要性與適應性。
在數學理論裏瀰漫著數學語言，其伴隨的數學概念往往會指出前進的道路，有時甚至會衍生出經驗預測。這並不只是巧合，而恰恰反映出在數學與物理之間無比深奧的關係。例如，1915年，广义相对论最初创立之时，尚没有甚麼牢靠的经验性观测基础，它在当时所能解释的最著名现象就是牛顿力学无法解释的水星近日点的反常进动。1919年天体物理学者亚瑟·爱丁顿爵士观测到了广义相对论预言的光线在太阳引力场中的偏折（这一实验直到1959年才开始被精确地定量测量），这在当时是对广义相对论最有力的支持。時至今日，广义相对论的理論預測已由實驗測量結果证实。

### 應用與影響

人腦縱切面的核磁共振成像

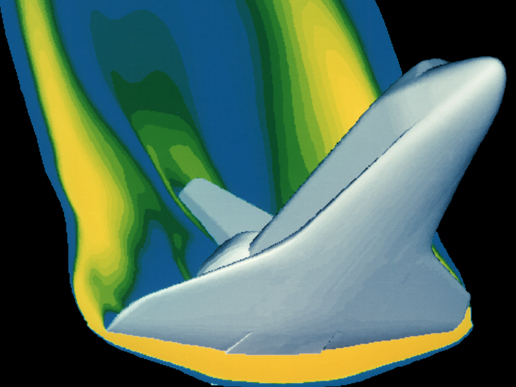
計算機模擬顯示出太空梭重回大氣層時的受熱狀況

物理學是一门基礎科學，不是應用科學。物理學也被認為是基礎科學中的基礎科學，因為其它自然科學的分支，像化學、天文學、地球物理學、生物學的理論都必須遵守物理定律:94ff。例如，化學研究物質的性質、結構、化學反應（化學專注於原子尺寸，這是化學與物理的主要界線）。結構的形成是因為粒子與粒子之間彼此相互作用。能量守恆、動量守恆、電荷守恆等，這些物理定律主導了物質性質和化學反應，以往化學家只能使用各種模糊的概念建立的理論也都因量子物理的發展而得到更為正確的了解。
應用物理學指的是針對實際用途而進行的物理研究。應用物理學的課程規畫通常會選修一些應用學科的課程，像地質學或電機工程學。應用物理學與工程學不同，應用物理學不會特別地設計某種元件或機器，而是用物理理論或從事物理研究來發展某種新科技或解析某問題。
工程學應用到很多物理理論。例如，在學習建造橋樑與其它建築物的技術之前，必須先學會靜力學的理論。設計世界一流的音樂廳，必須先學會聲學。設計與製造更優良的光學元件必須先精思熟讀光學。經過考慮種種物理因素而設計出來的飛行模擬器、電子遊戲、電影等等，會顯得更加維妙維肖、栩栩如生。
化學研究物質的性質、組成、結構、以及变化规律。化學研究的對象涉及物質之間的相互關係，或物質和能量之間的關聯。傳統的化學常常都是關於兩種物質接觸、變化，即化學反應，又或者是一種物質變成另一種物質的過程。這些變化有時會需要使用電磁波，當中電磁波負責激發化學作用。不過有時化學都不一定要關於物質之間的反應。光譜學研究物質與光之間的關係，而這些關係並不涉及化學反應。准确的说，化学的研究范围是包括分子、电子、离子、原子、原子团在内的核-电子体系。隨著量子物理的發展，化學也吸收了量子物理的理論建立了更完備的理論基礎。
物理學使用的一些探本溯源、格物致知的方法也可用於跨學科領域。物理學或多或少地影響了很多重要學術領域，例如，經濟物理學應用大量物理學裏的理論與方法來解析經濟學問題，這些問題時常會涉及不確定性或混沌。

## 學術研究

### 科學方法
科學方法是一種用來解答問題的系統性程序，通過這種程序，可以發展出對於大自然現象的合理解釋。從觀察自然現象、閱讀書籍或討論中，時常會找到有意義的問題。假若問題過於複雜，則必須剝除其無關緊要部分，找到核心思想，將問題簡化，:191-192進而發展出能夠解釋這問題並且被實驗檢試的假說。經過實驗檢試後，或許需要對於假說加以改善或駁回。這嚴格過程可能會重複多次，直到假說的預測能夠符合實驗結果為止，這假說才能被學術界接受成為科學理論。:295-297:66ff
實驗檢試必須擁有抓出科學理論的瑕疵的能力。卡爾·波普爾強調，科學理論必須具有可證偽性。換句話說，必須能夠對於理論預言與實驗結果做比較，假若兩者不一致，則不能承認這科學理論的正確性。然而近期，有些弦理論學者與宇宙學者主張，一個足夠精緻並且能夠對相關問題給出解釋的理論不需要通過實驗檢試，例如，至今為止，弦理論是唯一能夠統一四種基本相互作用的理論，但是它所提出的額外維度概念，是無法做實驗觀測到的。在宇宙學方面，多重宇宙論、前大爆炸理論都涉及到無法觀測到的論述。理論物理學者保羅·斯泰恩哈特表示，宇宙暴脹理論不是科學理論，因為所有觀測結果都會與它的預測相符合，換句話說，它不具可證偽性。對於這些理論是否為科學理論這問題，必須更加仔細研究與辯論。

### 理論與實驗
物理學研究大致分為理論研究與實驗研究。理查·費曼表明兩者的相同與不同之處：:39
理論物理學者想像、推演與猜想新的定律，但不做實驗，而實驗物理學者則是做實驗、想像、推演與猜想。
理論研究和實驗研究一般是分開進行的，然而它們彼此之間息息相關、缺一不可。實驗結果對於理論發展給出建議，理論預測對於實驗設計給出引領。:148
過去幾百年來，實驗結果驅使了理論物理的進展，最近幾十年來，物理學的演進方式已大幅度改變，在某些物理學分支領域，理論預測驅使了實驗物理的方向。通常而言，當實驗者發現一個新現象，而已知理論無法解釋這新現象時，或者當根据新理論所作出的預測，可以通過設計精緻實驗來檢驗時，持著大膽假設，小心求證的研究態度，物理學往往會有所進展。例如，在大型強子對撞機進行的各項研究完美地展示出理論物理學與實驗物理學的互助互補。由於先前理論物理學者預測希格斯玻色子存在，實驗物理學者才會堅持不斷地做實驗探索其蹤跡，在經過幾十年努力後，終於證實了希格斯玻色子確切存在。當今，理論物理學者正等待更多實踐數據來指示未來的理論研究方向。
實驗物理學者設計與完成實驗來檢試理論的預測與探索新的物理現象。實驗物理學者探索大自然奧秘的方式有兩種，一種是消極方式，如同天文觀測者的作法，因為無法操控宇宙星體的物理行為，另一種是積極方式，如同粒子實驗者的作法，操控粒子來展示其行為與性質。:1-2
實驗物理學擴展了工程學與科技，也被工程學與科技所擴展。涉及基礎研究的實驗者，在做實驗時，時常會接觸到像粒子加速器或激光一類的先進器材；而那些涉及應用研究的實驗者，時常會在工業就職，开發像正電子發射計算機斷層掃描、電晶體一類的科技。有時候，某些很有意思的區域，雖然理論物理學者尚未探索論證，實驗者也會先行做實驗檢驗測試。:30-31:157
理論物理學者試圖發展數學模型，這模型必須能夠合理地解釋其所針對的物理現象，這模型的預測還必須與實驗數據相符合。:9理論物理學應該可能是影響最大、成本最少的基礎研究領域。理論物理學推進了人類對於大自然的基本知識，又對於明日科技撒播了珍貴的種子。半導體、太阳能电池、激光、全球定位系统、發光二極管、核裂變、核磁共振等等對於人類文明有重大貢獻的科技皆是源於理論物理學者給出的突破。
唯象專家努力探索理論與實驗之間錯綜複雜的交集區；他們專注於研究從實驗所觀測到的複雜現象，試圖找到這些複雜現象與物理理論之間的關係。唯象專家計算理論模型的預測，並將這些預測跟實驗數據做比較。:111

### 範疇與目標
物理學涵蓋廣泛的自然現象，從微乎其微的基本粒子（像：夸克、微中子、電子）到龐大無比的超星系團都是研究對象。很多千變萬化的現象，都可用更基礎的現象來做合理的描述與解釋。物理學是一門基礎科學，:94ff物理學者致力於追根究底，發掘這些現象的根本原因，並試圖尋覓其中任何連結關係。物理學者努力研究所得到的結果大致可歸納為一些明確的基礎定律。其它許多學術領域，像生物學、化學、地質學、工程學等等，所涉及的物質系統都遵守這些基礎定律。但是，這些基礎定律仍不完全。物理學對於自然現象所給出的描述與解釋，只是近似事實，而不是絕對事實。:3ff:66-71
舉例而言，古希臘人知道像琥珀一類的物質，當與毛皮磨擦時，會出現吸引力，使得這兩種磨擦物互相吸引。:50這性質後來稱為電性。在十七世紀，學者開始慎密地研查這性質。:8另外，在亞洲大陸的那一端，古中國人觀測到某些石頭（磁石），會通過某種看不見的作用力互相吸引。這性質後來稱為磁性。也是在十七世紀，學者開始嚴格地窮究其起因。:8經過燃膏繼晷、廢寢忘食的努力，物理學者終於明白了這兩種自然現象的基本成因——電与磁。但是，在二十世紀，經過更深入的研究，物理學者發現電与磁是電磁相互作用的兩種不同表現。今天，這統一各種各樣相互作用的程序仍舊方興未艾，物理學者認為電磁相互作用和弱相互作用是電弱相互作用的兩種不同表現。物理學者的終極目標是找到一個完美的萬有理論，其能夠解釋大自然的一切本質。

### 研究領域
現代物理研究大致分類為天文物理學、原子分子与光物理学、粒子物理學、凝聚態物理學、應用物理學等等。有些大學的物理系也提供物理教育研究。
自20世紀以來，物理學的各個領域越加專業化，大多數物理學者整個職業生涯只專精於一個領域，像阿爾伯特·愛因斯坦（1879–1955）和列夫·朗道（1908–1968）這樣的全才大師現在寥若晨星。

#### 粒子物理學

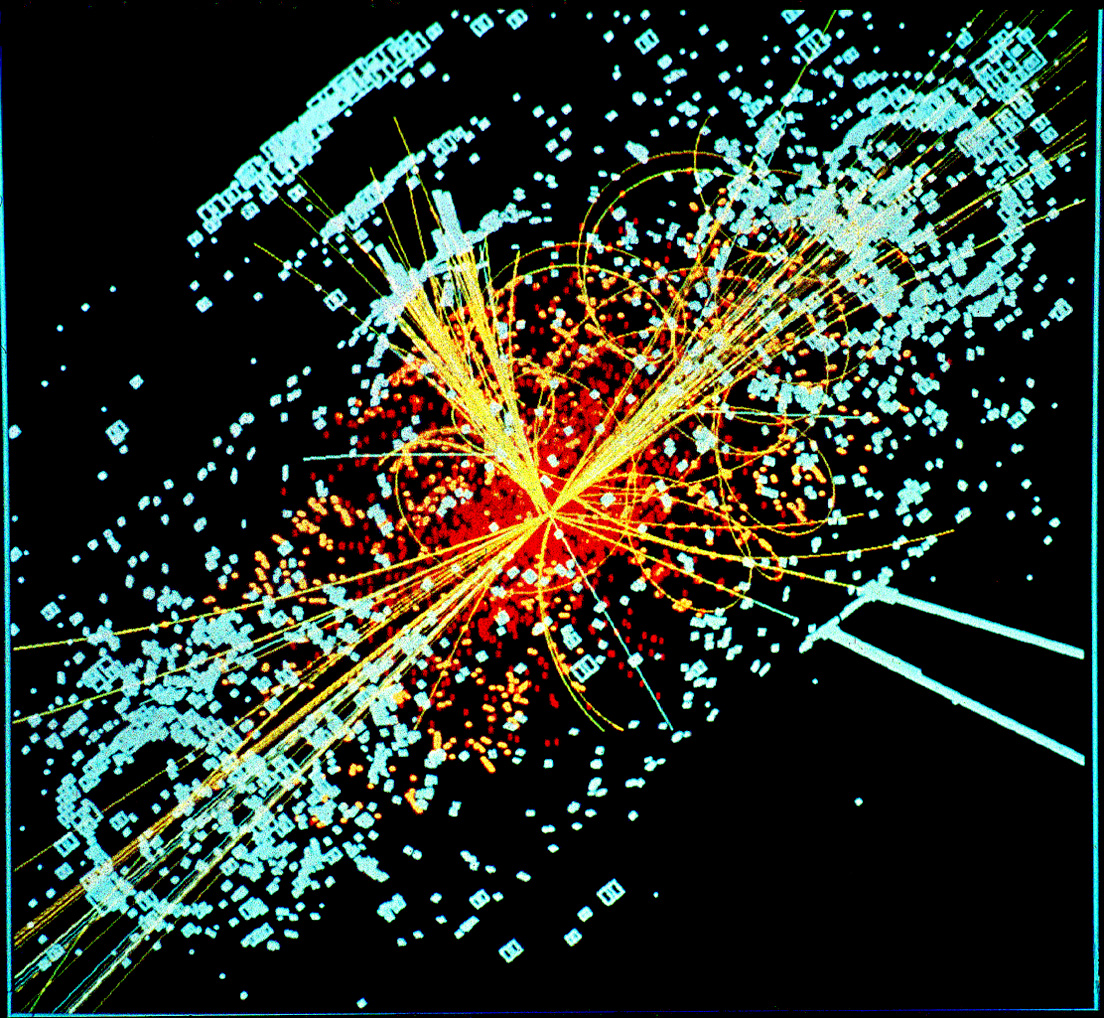
模擬在大型強子對撞機的緊湊緲子線圈裏，希格斯玻色子出現的一個事件

粒子物理學研究組成物質的基本粒子，它們的結構與它們彼此之間的交互作用。另外，粒子物理學者設計與發展進行研究所需要的高能量加速器、探測器與探用分佈式處理系統的電腦程式。由於在大自然的一般條件下，許多基本粒子不存在、存在的生命周期極短或無法單獨出現，需待物理學者使用極高能量的粒子加速器碰撞來產生這些基本粒子，因此粒子物理學也被稱為高能物理學。
標準模型可以正確地描述基本粒子之間的交互作用。這模型能夠說明12種已知粒子（夸克和輕子），這些粒子彼此之間以強力、弱力、電磁力或引力進行交互作用。這些粒子會互相交換規範玻色子（分別為膠子、光子、W及Z玻色子）。標準模型還預測了希格斯玻色子的存在。2012年，歐洲核子研究組織宣布，探測到希格斯玻色子。:49-52

#### 原子分子与光物理学
原子分子与光物理学專注於研究原子、分子與光，以及研究光与物质之間、物質与物质之間的相互作用。闡明物理的基礎定律、了解物質是怎樣在原子與分子層次組構而成、明白光與物質之間的相互作用、發展出新技術與新器件，這些是原子分子与光物理学的中心目標。原子分子与光物理学發展出的實驗與理論技術，時常會被應用於其它科學領域，例如，化學、天文物理學、生物學、醫藥學等等。對於很多其它科學領域，通過發展關於控制與操縱原子、分子與光的方法，或通過精確測量與分析它們的物理性質，或通過發展出新方法來製成具有某種特定性質的光，原子分子与光物理学扮演著賦能的角色。:1
原子物理學研究原子的結構與物理性質。:148原子物理學的研究主要分為三種趨勢。第一是研究自然基礎定律，這通常會涉及到高精確度測量。第二是了解原子的結構，以及原子與光的相互作用。第三是研究原子與電子之間、原子和離子之間的相互作用。:53
分子物理學嘗試了解分子的結構與物理性質，分子與分子之間怎樣相互作用與進行反應，以及更複雜的物質狀態，例如液體等等。分子物理學是跨立於物理與化學之邊界的一門學問，其常用的重要工具有光譜學、衍射、共振、分子束、質譜學等等。分子物理學的主要研究目標為：分子的形狀與結構、分子的對稱性、分子的內部能量態、分子的光學性質與電磁性質、探測分子的方法、在科技與生物學與醫藥學領域的應用。:88:10-13
光物理學研究光的性質、光與物質之間的交互作用，這包括光的生成與探測、線性與非線性光學過程、光譜學。光物理學的內容與應用光學、光工程學很鄰近。光物理學專注於光的基礎物理研究，應用光學注重於應用相關科技在其它科學領域，而光工程學則注重於光學器件的設計與發展。一些前瞻性研究領域為激光、激光光譜學、量子光學與量子相干、飛秒光學、激光冷卻、激光捕捉等等。:110

#### 凝聚態物理學

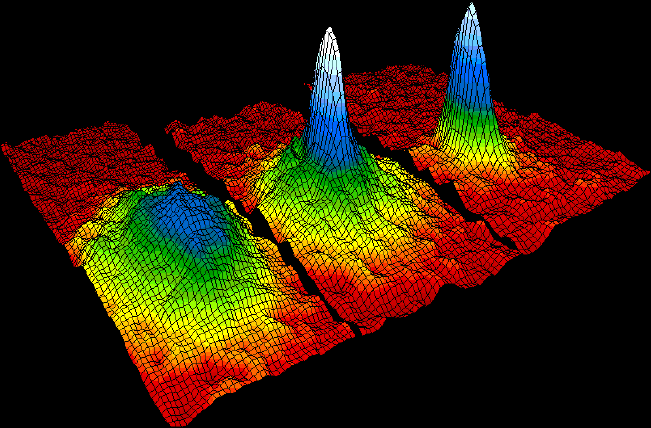
銣原子氣體的速度分佈數據，由此確定了一種稱為玻色-愛因斯坦凝聚的新物態

凝聚態物理學研究物質的宏觀物理性質，例如，從測量物質的密度、磁化強度、電導率、熱導率等等所獲得的數據可以得知它們對於外界影響的反應。在粒子與粒子之間的相互作用都是已知的交互作用的前提下，凝聚態物理學對於分析與描述多粒子系統給出工作框架。凝聚態物理學專注於多粒子系統，凝聚態指的是由大量粒子組成，並且粒子與粒子之間存在很強的交互作用的系統。:1-3常見的凝聚態有固態和液態，由於原子與原子之間因電磁力而形成的化學鍵，才會出現這些物態。比較罕见的凝聚態包括發生於非常低溫系統裏的超流體和玻色-愛因斯坦凝聚態、在某些物質裏的傳導電子展現的超導態、 在某些磁性物質內部因為定域於原子晶格的自旋而出現的鐵磁態和反鐵磁態。:85-87
守恆定律與對稱性破缺主導了物質的宏觀性質，這是凝聚態物理學的一個重要概念。在由大量粒子組成的孤立系統裡，粒子數、能量、動量、電荷量等等都是守恆量。在足夠高溫度狀況下，這系統具有較高的對稱性，例如在自由空間裡的旋轉對稱性與平移對稱性。假設降低溫度，則會凝聚出新的熱力學穩定態，其具有越來越多的對稱性破缺，因此，對稱性會變得越來越低。:1-3
凝聚態物理學起源於十九世紀固體物理學和低溫物理學的發展，當今是物理學的最大分支，與化學、材料科學、纳米科技有相當程度的重疊。

#### 天文物理學

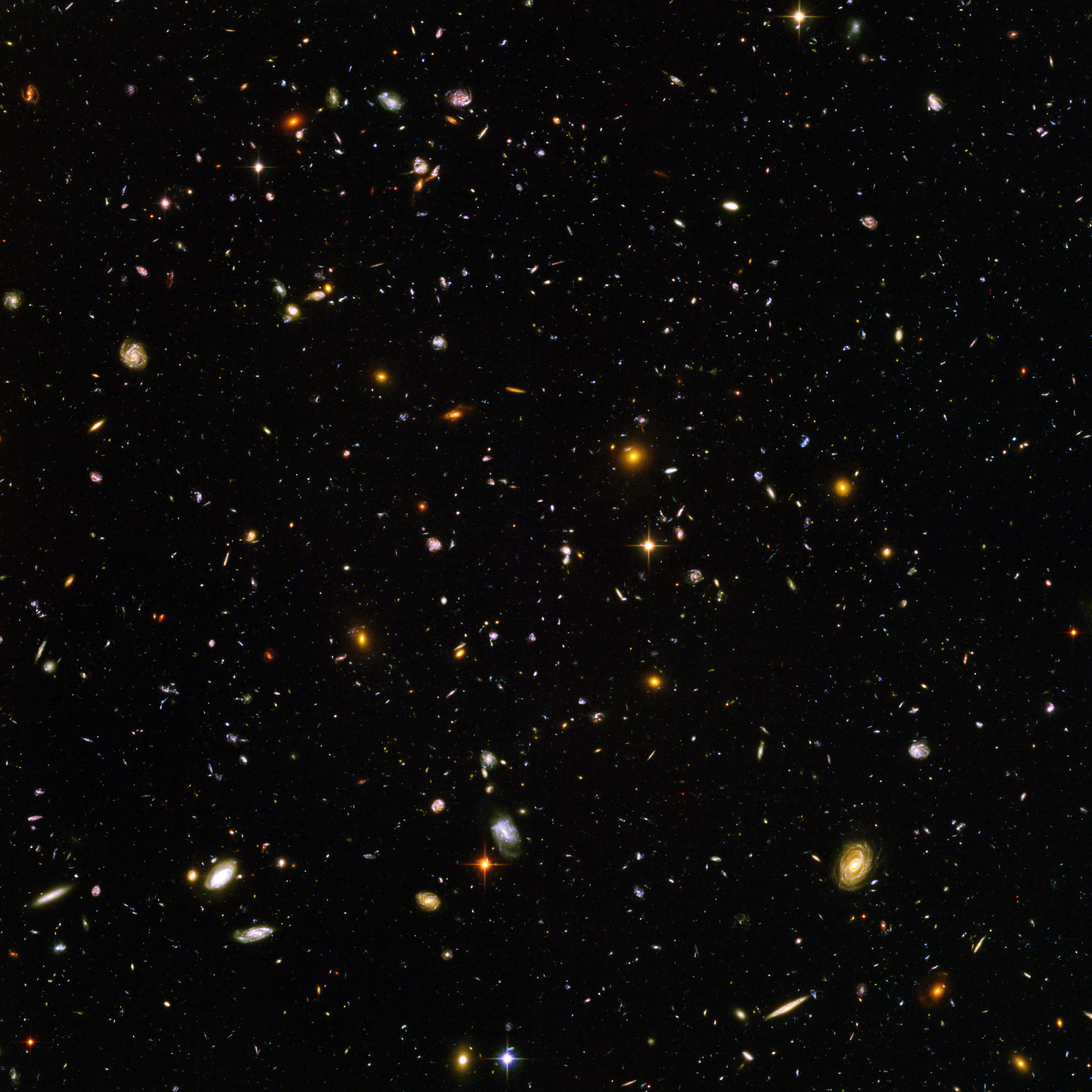
哈伯超深空是以可見光拍攝的最深遠的宇宙影象之一

天文物理學主要研究的是宇宙星體的性質與結構。這包括恆星、行星、星系、星雲、暗星、黑洞等等。天文學與宇宙學是它的姊妹學術領域，很難將它們做嚴格區分。簡略而言，天文學測量星體的位置、運動、光度等等，例如，某恆星的位置與光譜，天文物理學嘗試了解星體的本質，例如，某恆星的內部結構與形成機制，宇宙學企圖解釋宇宙的整體或大尺度結構的本質，例如，大爆炸或宇宙暴脹的機制。
由於天文物理學是一門很廣泛的學問，天文物理學者通常需要用到很多不同的學術理論，例如，經典力學、電磁學、統計力學、量子力學、相對論、粒子物理學等等，將這些學術理論應用於天文研究，例如，類星體、緻密雙星、大尺度結構、恆星動力學等等，時常可以得到很有意義的答案。

## 近期研究

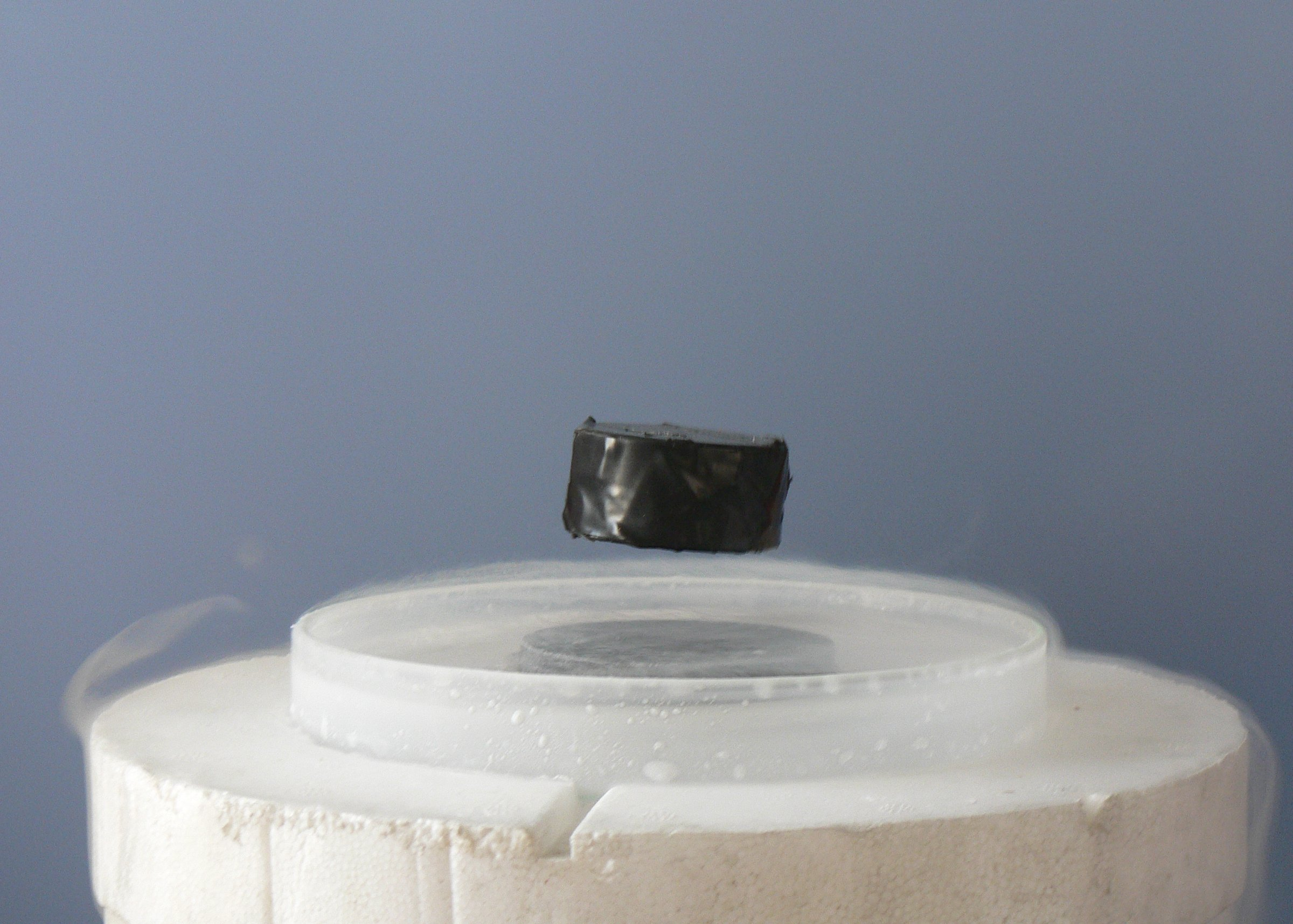
在凝聚態物理學領域裡，邁斯納效應促使磁鐵懸浮於超導體的上方

雖然物理學是最古老的學術之一，時至今日，仍有許多具突破性的劃時代研究在物理的各個分支領域夜以繼日、如火如荼地進行中。
在凝聚態物理學領域裡，某些物質在溫度高於50 K仍舊具有超導電性，物理學者不清楚促成這高溫超導現象的機制為何。很多凝聚體實驗的目標是製成可使用的自旋電子學元件和量子計算機元件。
在粒子物理學領域，支持後標準模型物理学的實驗证据已開始陸續出现。在這些結果之中，比較重要的是微中子具有非零質量的徵象。這實驗結果合理解答了矚目已久的太陽微中子缺失問題，即有些微中子在從太陽傳播到地球的路途中，會轉換為實驗無法偵測的別種類微中子的现象。帶質量微中子的物理研究是很熱門的理論與實驗題目。辨明微中子震盪與反微中子震盪的不同之處也是個重要題目，其可以對於為什麼宇宙裡到處都是物質，而不是反物質這個宇宙學難題給出解答。很多實驗都在尋找惰性中微子的蛛絲馬跡。
高能量大型強子對撞器已開始偵測14TeV能量域，精緻的後標準模型超對稱理論所預測的粒子，或是約占宇宙物質85%的暗物質，這些都是大型強子對撞器的探索目標。歐洲核子研究組織（CERN）宣布，大型強子對撞機已發現希格斯玻色子，但數量有限，無法詳細觀察其性質，未來通過蒐集更多數據，例如希格斯玻色子的各種衰變管道的頻率，預期將能夠發現任何不符合標準模型之物理行為，以及找到任何不同種類的希格斯玻色子。
在理论物理学領域，理論物理學者嘗試將量子力學和廣義相對論統一成為量子引力理論。這研究已延續了大半個世紀，但至今仍未得到滿意的答案。現今幾個比較成功的理論為M理論、超弦理論、圈量子引力论。:296
在天文物理学領域，許多天文和宇宙現象仍舊沒有找到合意的解答，如超高能量宇宙射線、重子不對稱性、星系自轉問題等等。:60, 187-188.以下列出一些重要論題：
- 研究宇宙的初始與命運：嘗試解釋大爆炸、宇宙微波背景、宇宙暴脹、宇宙加速膨脹、暗物質、暗能量等等難題。
- 研究宇宙的演化機制：宇宙怎樣從大爆炸演化至當今的浩瀚星空？初始的恆星、星系與黑洞是怎樣形成的？它们怎樣影響後來天文星體的形成？各種天文星體是怎樣形成的？
- 研究鄰近的系外行星：它們是否適合居住、是否已孕育生命？怎樣才能觀察到更多關於它們的信息？

雖然，高能物理、量子物理、天文物理等領域有很大的突破與進展，但對於許多涉及複雜系統、混沌、湍流等等日常發生的現象，科學家仍是一知半解。:30地震、斷裂、生命等等現象只會發生於離平衡很遠的狀況，其所出現的系統稱為離逖平衡系統。很多關於平衡系統或近平衡系統的物理行為都已被了解，但是，物理學者只知道些許主導離逖平衡系統的基本原理。

## 外部連結
- Emilio Segrè Visual Archives （页面存档备份，存于）－這檔案館網頁收集了超過30000張科學家本人和相關成就的相片。
- 中的“物理刊物”
- The Mechanical Universe...and Beyond－加州理工學院物理系52集影音課程。
- 怎樣成為傑出的理論物理學者？ （页面存档备份，存于）－1999年諾貝爾物理學獎得主傑拉德·特·胡夫特的金石良言。
- 諾貝爾物理學獎100年 （页面存档备份，存于）－東吳大學物理系網頁。